# Kantis Fossil Site
Die Kantis Fossil Site (KFS) ist eine paläoanthropologische Fundstätte am Stadtrand von Nairobi in Kenia. Sie befindet sich auf dem Gelände von zwei Farmen und wird seit 2009 unter der Leitung von Emma Mbua erforscht. Bedeutendste Funde sind mehrere Fossilien von Australopithecus afarensis, einer Art der Gattung Australopithecus, die bis zu den Kantis-Funden nur aus Hadar in Äthiopien und Laetoli in Tansania bekannt war.

## Namensgebung und Entdeckung
Die Bezeichnung Kantis (in der Sprache der Massai „schnell fließendes Gewässer“) verweist auf den gleichnamigen, kleinen Trockenfluss, der in den Mbagathi-Fluss – einen Nebenfluss des Athi River – mündet und der die beiden Farmen trennt. An seinen Ufern und in seinem Bett treten Fossilien zutage, die bereits 1991 im Verlauf einer Bodenkartierung der Region Nairobi dokumentiert worden waren. Paläontologisch analysiert wurden die Funde jedoch erst, nachdem im Jahr 2009 einer der Farmeigner die kenianische Paläoanthropologin Emma Mbua auf die Fundstätte aufmerksam gemacht hatte. Zugleich berichtete der Farmeigner, dass seine Familie bereits Mitte der 1970er-Jahre im saisonal trockengefallenen Bachbett fossile Knochen wahrgenommen hat, ohne ihnen jedoch große Beachtung zu schenken. Erst Fernsehsendungen über paläontologische Forschung haben ihm zufolge dazu geführt, die wissenschaftliche Bedeutung von Fossilien zu erkennen. Im Mai 2016 wurde die Kantis Fossil Site erstmals ausführlich in einer Fachveröffentlichung beschrieben.

## Beschreibung der Fundstätte und der Funde
Die Kantis Fossil Site liegt am Rande der östlichen Schulter des Großen Afrikanischen Grabenbruchs (Gregory-Rift) am Stadtrand von Nairobi auf einer Hochebene von 1746 Metern Höhe (Geodaten: 01.39077 S, 36.72365 E). Westlich von Kantis erheben sich die Ngong-Berge bis auf rund 2450 Meter. Alle Fossilien entstammen einer Bodenschicht, die rund 3,5 Millionen Jahre alt ist.
Im Verlauf der ersten vier Grabungszyklen wurden rund 1200 Fossilien geborgen, von denen mehr als die Hälfte einer bestimmten Art oder Gattung zugeordnet werden konnte. Entdeckt wurden u. a. Knochen von Raubtieren wie Mardern (Enhydriodon), Katzen (Homotherium), Tüpfelhyänen, Weißschwanzmangusten und Mungos sowie Meerkatzenverwandten; ferner Knochen von Elefanten, Nashörnern, Schweinen, Giraffenartigen, zahlreichen Hornträgern, Pferden, Rohrratten sowie Krokodilen und Flusspferden. Die Zusammensetzung der rund 30 nachgewiesenen Arten ist typisch für ein Ökosystem, das aus offenem Grasland, Gewässern und allenfalls lichten Waldgebieten besteht.
Eine besondere Entdeckung waren zwei hominine Prämolaren aus einem Milchgebiss (Sammlungsnummern (KNM-RK 53000 und KNM-RK 53001) und der linke obere Eckzahn eines homininen Erwachsenen (KNM-RK 57800), die aufgrund ihrer Beschaffenheit Australopithecus afarensis zugeordnet wurden. Ebenfalls dieser Art zugeordnet wurde die erhalten gebliebene obere Hälfte einer linken Elle (KNM-RK 5352) aufgrund ihrer gemeinsamen Merkmale mit einer Elle vom Fundort Hadar (Sammlungsnummer A.L. 438-1). Diese homininen Fossilien gelten als der erste unzweifelhafte Nachweis von Australopithecus afarensis in Kenia. Zudem ist Kantis insofern einzigartig, als diese Fundstätte östlich der Schulter des Grabenbruchs liegt und somit das nachgewiesene Verbreitungsgebiet von Australopithecus afarensis auf die Region östlich des Grabenbruchs erweitert wurde – alle bisherigen Funde dieser Art waren innerhalb des Grabenbruchs und an dessen Hängen freigelegt worden, Kantis hingegen liegt auf einem Hochplateau. Die Zusammensetzung der Arten des fossilen Ökosystems aus der Zeit vor rund 3,5 Millionen Jahren entspricht jener, die in den zuvor schon bekannten Fundstellen in Äthiopien und Tansania rekonstruiert wurde.

## Belege
1. 1 2   Emma Mbua et al.: Kantis: A new Australopithecus site on the shoulders of the Rift Valley near Nairobi, Kenya. In: Journal of Human Evolution. Band 94, 2016, S. 28–44, doi:10.1016/j.jhevol.2016.01.006, Volltext.
2. ↑  Grantee Spotlight: Emma Mbua. Auf: leakeyfoundation.org vom 21. Februar 2017.